# Paraphaenodiscus verus
Paraphaenodiscus verus är en stekelart som beskrevs av Girault 1915. Paraphaenodiscus verus ingår i släktet Paraphaenodiscus och familjen sköldlussteklar. Inga underarter finns listade i Catalogue of Life.